# Galaga: Demons of Death
Galaga: Demons of Death is een videospel voor het platform Nintendo Entertainment System. Het spel werd uitgebracht in 1987.